# Донген
Донген (нід. Dongen) — муніципалітет і село на півдні Нідерландів, у провінції Північний Брабант. У минулому тут була прибуткова шкіряна промисловість, про що досі свідчать кілька старих взуттєвих фабрик у старих районах села. Воно утворилося біля невеликої річки під назвою Донг (близько десяти футів у поперечнику), вода якої широко використовувалася для шкіряної промисловості. З 1899 року тут збиралися автомобілі марки Aerts.
Крім однойменного села до складу муніципалітету Донген входять населені пункти:
- 'с-Гравенмур
- Донгенсеварт
- Клейн-Донген